# Kim Wilde (Album)
Kim Wilde ist das Debütalbum der britischen Sängerin Kim Wilde. Es wurde im Juni 1981 bei RAK Records veröffentlicht.

## Hintergrund
Alle Lieder des Albums wurden von Wildes Vater Marty und von ihrem jüngeren Bruder Ricky Wilde geschrieben und von letzterem produziert. Die Musik wurde zumeist von der Band The Enid eingespielt. Gered Mankowitz fotografierte Wilde und die Musiker für das Cover, John Pasche designte es.

## Titelliste
Alle Stücke wurden von Ricky Wilde und Marty Wilde geschrieben, außer wo angegeben.
Seite eins
1. Water on Glass – 3:31
2. Our Town – 3:49
3. Everything We Know – 3:46
4. Young Heroes – 3:13
5. Kids in America – 3:27

Seite zwei
1. Chequered Love – 3:21
2. 2-6-5-8-0 – 3:12
3. You’ll Never Be So Wrong – 4:18
4. Falling Out (Ricky Wilde) – 4:05
5. Tuning in Tuning On – 4:27

Bonustitel (Remastered Edition 2009, CD)
1. Shane (B-Seite von Chequered Love) – 4:11
2. Boys (B-Seite von Water on Glass) – 3:31
3. Water on Glass (7″-Version) – 3:32

## Kommerzieller Erfolg

### Chartplatzierungen
Kim Wilde erreichte in Deutschland die Chartspitze der Albumcharts und konnte sich fünf Wochen an ebendieser sowie 13 Wochen in den Top 10 und 31 Wochen in den Charts platzieren. Im Vereinigten Königreich erreichte das Album mit Rang drei seine höchste Chartnotierung und platzierte sich sechs Wochen in den Top 10 und 14 Wochen in den Charts. In den US-amerikanischen Billboard 200 erreichte das Album in 22 Chartwochen mit Rang 86 seine beste Chartnotierung. 1981 platzierte sich das Album auf Rang 30 der deutschen Album-Jahrescharts.
Für Kim Wilde ist ihr selbstbetiteltes Debütalbum der erste Album-Charterfolg in Deutschland, dem Vereinigten Königreich und den Vereinigten Staaten. In Deutschland und dem Vereinigten Königreich konnte sich kein Album von Wilde höher in den Charts platzieren.
| ChartsChartplatzierungen       | Höchstplatzierung | Wochen |
| ------------------------------ | ----------------- | ------ |
| Deutschland (GfK)              | 1 (31 Wo.)        | 31     |
| Vereinigte Staaten (Billboard) | 86 (22 Wo.)       | 22     |
| Vereinigtes Königreich (OCC)   | 3 (14 Wo.)        | 14     |

| ChartsJahrescharts (1981) | Platzierung |
| ------------------------- | ----------- |
| Deutschland (GfK)         | 30          |

### Auszeichnungen für Musikverkäufe
| Land/Region                  | Auszeichnungen für Musikverkäufe (Land/Region, Auszeichnung, Verkäufe) | Verkäufe |
| ---------------------------- | ---------------------------------------------------------------------- | -------- |
| Deutschland (BVMI)           | Gold                                                                   | 250.000  |
| Finnland (IFPI)              | Gold                                                                   | 20.000   |
| Vereinigtes Königreich (BPI) | Gold                                                                   | 100.000  |
| Insgesamt                    | 3× Gold ·                                                              | 370.000  |